# Hermenêutica das escolhas
A hermenêutica das escolhas refere-se a uma constatação lógica que decorre da proibição legal ao non liquet, disposto no artigo 140 do Código de Processo Civil.  No sistema romano-germânico, como o brasileiro, é a escolha do julgador de tomar uma decisão dentro dos limites do texto legal. Resultado de uma obrigação, imposta e permitida pela lei, que impede o julgador de se eximir, em situações de ambiguidade ou obscuridade, de decidir sobre questões para as quais possui competência. Este exercício jurídico de interpretação, escolha e decisão, sob os limites do texto normativo, é denominado hermenêutica das escolhas

## A função legislativa do poder judiciário
O Estado Democrático de Direito tem como fundamento a soberania popular, o Direito como meio de regulação e a divisão de poderes. Compete ao Poder Legislativo a atividade de legislar - elaborar as leis;  ao Poder Executivo a atividade de executar as leis - implementar políticas públicas; e ao Poder Judiciário a atividade de adjudicar - julgar de acordo com as leis.
Desse modo, em um Estado de Direito, o Poder Judiciário deve atuar - via de regra - com base nas leis criadas pelo Poder Legislativo. Sua principal função é resolver conflitos, dizendo quem tem direito em cada caso, sempre respeitando as normas aprovadas democraticamente. Se agir fora desses limites, o Judiciário corre o risco de desrespeitar o papel do Legislativo e enfraquecer a separação dos poderes..

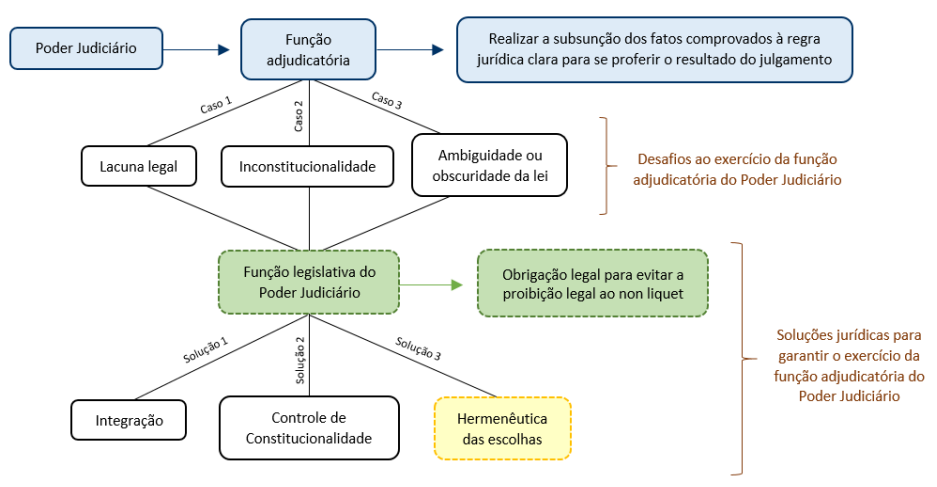
Função legislativa do poder judiciário (integração, controle de constitucionalidade e hermenêutica das escolhas).

No entanto, ao escolher, no caso de lacuna legal, inconstitucionalidade, ou ambiguidade no texto normativo, uma entre várias regras jurídicas possíveis. O Judiciário, além da função que se destina, também exerce e desenvolve, nestas situações, uma atividade supletiva que constitui um poder legiferante. O exercício da função legislativa pelo Judiciário no exercício regular de sua função adjudicatória, resume-se a três hipóteses legais, quais sejam: integração, controle de constitucionalidade e hermenêutica das escolhas.
Quando as hipóteses que, integram o exercício da função legislativa pelo Judiciário no exercício regular de sua função adjudicatória, são utilizadas como prevê a lei e a Constituição. O sistema jurídico evolui rumo ao aumento do capital jurídico (número de regras jurídicas regulando situações da vida) e contribui para a redução da imprevisibilidade e incerteza jurídica (segurança jurídica).
Conclui-se que: 
"A interpretação do Direito será um exercício político que terá impacto sobre a vida alheia e não o resultado objetivo de um exercício técnico ou científico. Trata-se de uma escolha do julgador (ou do intérprete) a ser determinada por suas preferências subjetivas idiossincráticas. Foi o “intérprete” quem escolheu permitir ou proibir determinada conduta, e essa é a questão fundamental.

## Da hermenêutica das escolhas e do diagrama hermenêutico
O diagrama hermenêutico revela a dinâmica da construção jurídica da atividade judicante e como o sistema foi preparado para resolver os conflitos, mesmo os não previstos e, gradualmente, incorporar tais soluções ao conjunto de regras jurídicas disponíveis para a sociedade. 

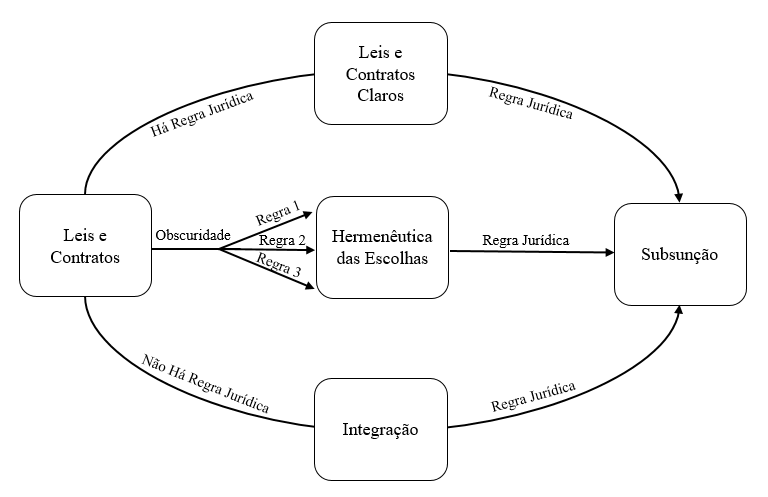
As três figuras centrais representam o eixo da atividade judicante em um Estado Democrático de direito em que o non liquet é vedado (art. 140 do CPC).

Em um Estado Democrático de Direito, em que o non liquet é vedado, três hipóteses legais ilustram o núcleo de sua atividade judicial. São elas: a preexistência de regras jurídicas claras, a hermenêutica das escolhas e a integração. As hipóteses envolvem a identificação, escolha ou criação da norma jurídica conforme o caso, seguida da aplicação desta regra jurídica ao caso concreto (subsunção) para resolver a controvérsia.

### Há regra jurídica clara
A primeira hipótese, ou hipótese geral, é a aplicação, pura e simples, da função adjudicatória do Poder Judiciário. Trata-se dos casos onde as leis e os contratos são claros, não restando dúvidas quanto a sua aplicação ao caso concreto. 

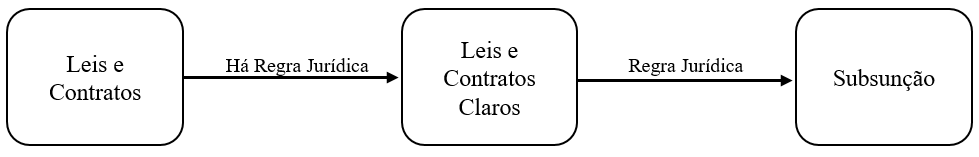
Leis e contratos claros contribuem para o aumento do capital jurídico e da segurança jurídica.

O magistrado ao aplicar a referida regra jurídica, independentemente de sua opinião pessoal sobre a regra em si, protege os fundamentos do Estado Democrático de Direito e se submete ao Princípio da Legalidade,  ambos previstos na Constituição Federal brasileira.

### Hermenêutica das escolhas
Na segunda hipótese, o magistrado, diante de uma obscuridade (pluralidade de significados) ou ambiguidade (indeterminação de regra) da norma jurídica, e da vedação legal ao non liquet. Utiliza-se, por meio da hermenêutica das escolhas, do poder legiferante no exercício regular de sua função adjudicatória para interpretar o texto jurídico e escolher, dentre as opções, uma regra a ser aplicada. 

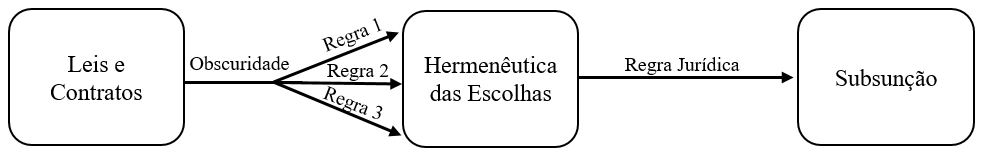
Hermenêutica das escolhas é o exercício jurídico de interpretação, escolha e decisão, sob os limites do texto normativo, em situações de ambiguidade ou obscuridade.

Neste contexto, o exercício da escolha judicial está limitado pelas interpretações possíveis da lei e do contrato, o magistrado não está completamente livre e, uma vez escolhida a regra jurídica, esta se tornará a regra vigente (precedente jurídico). A incerteza jurídica será eliminada e a regra jurídica escolhida fará parte do rol de regras que serão aplicadas a casos semelhantes no futuro.

### Integração
Na terceira hipótese, o magistrado, diante da ausência de uma regra jurídica preexistente (lacunas da lei) e da vedação legal ao non liquet. Utiliza-se, por meio da integração, do poder legiferante no exercício regular de sua função adjudicatória para criar uma regra jurídica por analogia, por costume ou de acordo com os princípios gerais de direito, conforme permite o artigo 4º da Lei de Introdução às Normas do Direito Brasileiro (LINDB). 

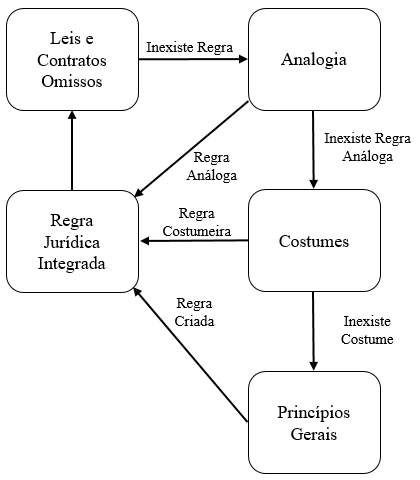
Estrutura analítica da integração (artigo 4º da LINDB).

Por integração por analogia entende-se a aplicação de uma regra que não se aplica ao caso, mas é próxima o suficiente para poder ser aplicada a este. Em busca de se aproximar do que o Congresso Nacional, ou as partes, iriam querer para aquela situação. Caso não haja nenhuma lei parecida com o caso em análise, aplica-se a integração por costume, que prestigia o povo diretamente. Momento em que será investigado se há alguma prática social normalmente seguida pelas partes para resolver a questão. Na falta desta, aplica-se a integração por princípio, a qual permite que, na falta das outras opções, o julgador aplique uma regra invocando os princípios gerais do direito.
Na integração, diferente do que ocorre na hermenêutica das escolhas, a opção de escolha do julgador é mais ampla, ao estar limitada apenas pelas demais regras do ordenamento jurídico. Entretanto, uma vez escolhida a regra jurídica aplicável ao caso, esta passará a integrar o conjunto de regras vigentes em uma sociedade (precedente) e a lacuna jurídica será eliminada.

## Dos precedentes e do diagrama hermenêutico
Diante de uma lacuna normativa, o common law e o civil law propõem formas distintas de abordar o problema. As leis, se disponíveis, têm prioridade em ambos os sistemas. E, quando não há uma regra jurídica aplicável ao caso concreto, ambos os sistemas utilizam mecanismos legais, que envolvem, muitas das vezes, intervenção judicial para preencher estas lacunas. Apesar de haver, em alguns sistemas de civil law, restrições legais impostas ao magistrado impedindo que este legisle. Na prática e na maioria dos casos, o julgador será o responsável por formular as regras jurídicas na jurisprudência para resolver as lacunas da lei. Embora alguns sistemas modernos, adeptos do civil law, possam utilizar um algoritmo experimental para orientar este processo (ou seja, analogia, costumes, princípios gerais). Em última análise, é a regra jurídica criada judicialmente, a partir de uma escolha, – precedente ou jurisprudência constante – que desempenha um papel fundamental para preencher a lacuna.

Neste sentido, resta claro que o exercício da função adjudicatória pelo magistrado não apenas vai excluindo gradualmente do ordenamento jurídico normas incompatíveis com o seu sistema, mas também vai reduzindo gradualmente a sua própria obscuridade, pois a cada decisão, seja por integração ou por hermenêutica das escolhas, uma única regra jurídica é escolhida para ser aplicada ao referido caso que antes não havia regra jurídica clara e, se o Judiciário passar a segui-la nos futuros casos semelhantes (jurisprudência), não mais haverá obscuridade ou lacuna.

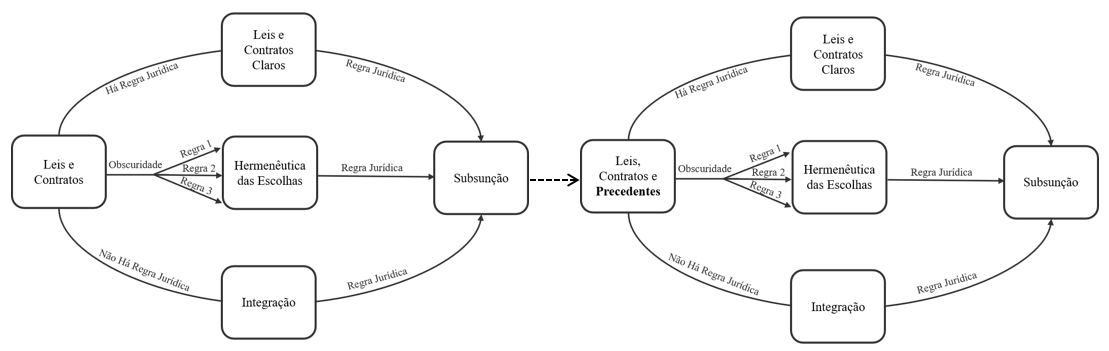
O precedente ou a jurisprudência constante, regra jurídica criada judicialmente a partir de uma escolha, desempenha um papel fundamental para preencher a lacuna normativa e passa a integrar, junto com as leis e os contratos, as fontes do direito.

Esta intervenção judicial é fundamental para a evolução dinâmica e clarificação do quadro jurídico. Pois a prática reiterada da hermenêutica das escolhas combinada com a formação de jurisprudência irá, gradualmente, resolvendo os problemas de obscuridade do ordenamento jurídico e reduzindo a imprevisibilidade sistêmica. Uma vez que, o precedente ou a jurisprudência constante, passa a integrar as fontes do Direito junto com as leis e os contratos. Dentro destes parâmetros, o sistema jurídico está estruturado para solucionar todo e qualquer tipo de obscuridade, seja pela ausência de regras (integração), seja pela indeterminação delas (hermenêutica das escolhas).